# Kígyászsólyom
A kígyászsólyom (Herpetotheres cachinnans) a madarak osztályának sólyomalakúak (Falconiformes) rendjéhez, azon belül  a sólyomfélék (Falconidae) családjához tartozó Herpetotheres nem egyetlen faja.

## Előfordulása
Mexikóban, Közép-Amerikában és Dél-Amerika nagyobb részén honos. Erdei ragadozómadarak.

## Alfajai
- Herpetotheres cachinnans cachinnans
- Herpetotheres cachinnans chapmani
- Herpetotheres cachinnans fulvescens
- Herpetotheres cachinnans queribundus

## Megjelenése
Testhossza 46–56 centiméter, szárnyfesztávolsága 79–94 centiméter közötti. A tojó testtömege 600–800 gramm, a hímé kevesebb, csak 410-680 gramm. Kicsi, fejhez simuló bóbitát visel. Feje teteje, egy sáv a nyakán, melle, hasi része és csüdje sárgásfehér. Szeménél a tarkóján átfutó sötétbarna sávja van. Szárnyai sötétbarnák, farka vízszintesen sávozott. Kampos csőre és erős fogólábai vannak a préda megragadására.

## Életmódja
Lesőfán várnak a zsákmányra, ami kisebb emlősök, kígyók, gyíkok, vagy gerinctelenek. Zuhanó repüléssel erednek a zsákmány nyomába és csőrükkel ölik meg őket.

## Szaporodása
Fészkelésre fák üregét, vagy más madarak fészkét használja. Fészekalja 2-4 tojásból áll.